# Campeonato Juvenil de la AFC 1962
El Campeonato Juvenil de la AFC 1962 se llevó a cabo del 14 al 26 de abril de 1962 en Bangkok, Tailandia y contó con la participación de 10 selecciones juveniles de Asia.
Tailandia venció en la final a Corea del Sur para coronarse campeón por primera vez, mientras que Indonesia y Burma, campeones de la edición anterior, quedaron en tercer lugar y en la fase de grupos respectivamente.

## Participantes
| - Burma - Hong Kong - Indonesia - Japón - Malaya | - Pakistán - Singapur - Corea del Sur - Tailandia (anfitrión) - Vietnam |

## Fase de grupos

### Grupo A
| País      | J | G | E | P | GF | GC | GD | Pts |
| --------- | - | - | - | - | -- | -- | -- | --- |
| Tailandia | 4 | 2 | 2 | 0 | 5  | 2  | +3 | 6   |
| Malaya    | 4 | 2 | 2 | 0 | 11 | 3  | +8 | 6   |
| Vietnam   | 4 | 1 | 2 | 1 | 6  | 5  | +1 | 4   |
| Japón     | 4 | 1 | 0 | 3 | 4  | 9  | –5 | 2   |
| Burma     | 4 | 1 | 0 | 3 | 1  | 8  | –7 | 2   |

| 14 abril | Japón     | 0–2 | Tailandia |
| 15 abril | Malaya    | 2–2 | Vietnam   |
| 16 abril | Tailandia | 1–0 | Burma     |
| 17 abril | Japón     | 0–4 | Malaya    |
| 18 abril | Burma     | 1–0 | Vietnam   |
| 19 abril | Malaya    | 1–1 | Tailandia |
| 20 abril | Burma     | 0–3 | Japón     |
| 21 abril | Vietnam   | 1–1 | Tailandia |
| 22 abril | Burma     | 0–4 | Malaya    |
| 23 abril | Japón     | 1–3 | Vietnam   |

#### Playoff de Primer Lugar
| Equipo 1  | Resultado | Equipo 2 |
| --------- | --------- | -------- |
| Tailandia | 3-0       | Malaya   |

### Grupo B
| País          | J | G | E | P | GF | GC | GD  | Pts |
| ------------- | - | - | - | - | -- | -- | --- | --- |
| Corea del Sur | 4 | 3 | 1 | 0 | 13 | 0  | +13 | 7   |
| Indonesia     | 4 | 2 | 1 | 1 | 6  | 4  | +2  | 5   |
| Pakistán      | 4 | 2 | 0 | 2 | 9  | 8  | +1  | 4   |
| Hong Kong     | 4 | 2 | 0 | 2 | 7  | 8  | –1  | 4   |
| Singapur      | 4 | 0 | 0 | 4 | 1  | 16 | –15 | 0   |

| 14 abril | Hong Kong     | 0–4 | Corea del Sur |
| 15 abril | Indonesia     | 4–1 | Singapur      |
| 16 abril | Hong Kong     | 4–2 | Pakistán      |
| 17 abril | Indonesia     | 0–0 | Corea del Sur |
| 18 abril | Pakistán      | 4–0 | Singapur      |
| 19 abril | Hong Kong     | 0–2 | Indonesia     |
| 20 abril | Corea del Sur | 5–0 | Singapur      |
| 21 abril | Indonesia     | 0–3 | Pakistán      |
| 22 abril | Singapur      | 0-3 | Hong Kong     |
| 23 abril | Corea del Sur | 4–0 | Pakistán      |

## Ronda final

### Tercer lugar
| Equipo 1  | Resultado | Equipo 2 |
| --------- | --------- | -------- |
| Indonesia | 3-0       | Malaya   |

### Final
| Equipo 1      | Resultado | Equipo 2  |
| ------------- | --------- | --------- |
| Corea del Sur | 1-2       | Tailandia |

## Campeón
| Campeonato Sub-20 de la AFC 1962 |
| -------------------------------- |
| Bandera de Tailandia             |
| Tailandia 1º Título              |